# Valtenberg
Valtenberg (górnołuż. Sokolnik, 586 m n.p.m.) – najwyższe wzniesienie na Pogórzu Łużyckim w Sudetach Zachodnich, w południowo- wschodniej części Niemiec w Saksonii.

## Położenie
Wzniesienie położone na Pogórzu Łużyckim, około 2,5 km na południowy zachód od centrum miejscowości Neukirch i 5,0  km na północ od miejscowości Neustadt in Sachsen.

## Fizjografia

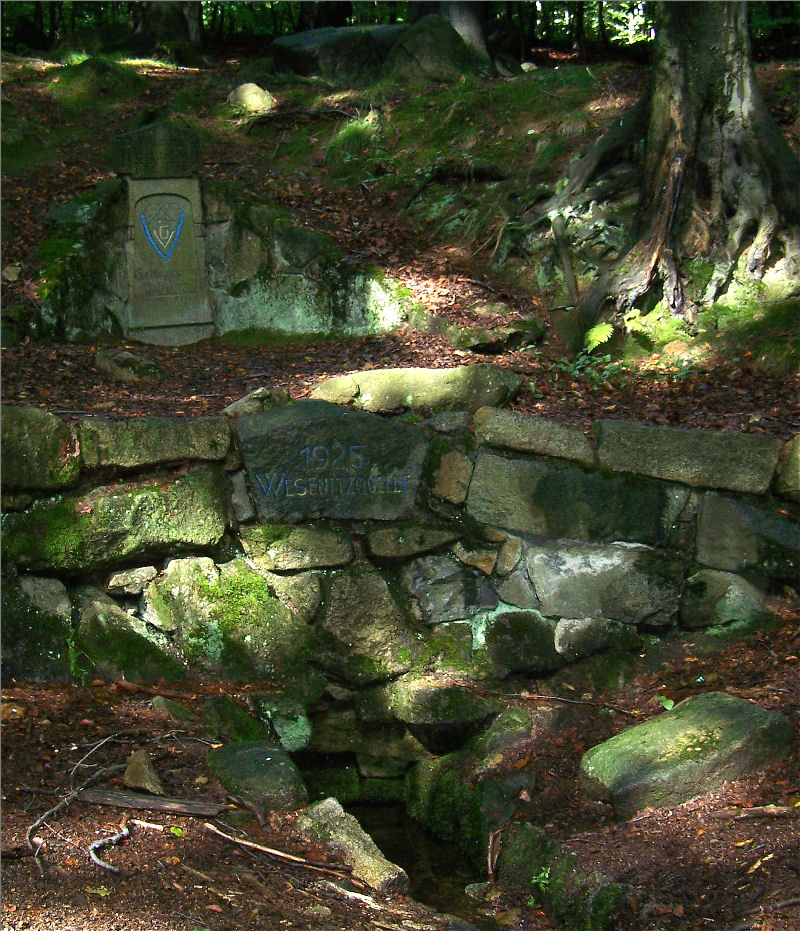
Sztolnia Valentin Erbstolln i wypływająca z niej Wesenitz

Wzniesienie w kształcie rozciągniętej kopuły o regularnych zboczach z dobrze wykształconym szczytem, oś grzbietu przebiega na kierunku NW-SE. Charakteryzuje się nieregularnym ukształtowaniem z wyraźnie podkreślonymi dość stromo opadającymi do dolin rzecznych zboczami. Nachylenie zboczy: wschodniego, zachodniego i północnego wynosi zwykle 30%, a południowego tylko 10%. Północne zbocze dość stromo opada w stronę miejscowości Neukirch/Lausitz do doliny rzeki (Rotes Floβ), położonej ponad 250 metrów poniżej szczytu. Południowo-wschodnie zbocze pasem grzbietowym opada w stronę niższego wzniesienia Goldberg, od którego oddzielone jest doliną rzeki Wesenitz. Na południowym zboczu zwanego Hohwald poniżej szczytu znajduje się źródło rzeki Wesenitz, która wypływa tu jako malutki strumień górski ze starej nieczynnej sztolni górniczej. Na zachodnio-południowym zboczu góry Valtenberg znajdują się wyrobiska nieczynnego kamieniołomu, wypełnione obecnie wodą. Zbocza wzniesienia trawersują liczne leśne drogi i ścieżki. Wzniesienie wyraźnie wydzielają wykształcone doliny rzeczne, a od pobliskich wzniesień oddzielone jest niewielkimi siodłami. Położenie wzniesienia, kształt i wyraźnie podkreślona część szczytowa z wieżą widokową czynią wzniesienie rozpoznawalnym w terenie.

## Budowa geologiczna
Wzniesienie zbudowane jest z dwóch rodzajów granodiorytu, granodiorytu łużyckiego i odporniejszego granodiorytu dwu łyszczykowego, Dominującym jest granodioryt biotytowy składający się głównie ze skalenia, kwarcu i biotytu, nazywany potocznie granitem łużyckim. W masywie występuje warstwa z krzemienia, sięgająca do poziomu 150 m poniżej szczytu, oraz rudy złota i srebra. Valtenberg należy do jednych z największych masywów granitowych. Powstał w orogenezy alpejskiej, w której obszarowi został nadany obecny kształt. Valtenberg wraz z wypiętrzeniem Alp został wyniesiony powyżej doliny (Wesenitzt). Ostateczne uformowanie wzniesienia nastąpiło w okresie ostatnich zlodowaceń. Lodowiec ściął wierzchołek góry i uformował zbocza. Szczyt wzniesienia oraz zbocza pokrywa niewielkiej grubości warstwa młodszych osadów glin, żwirów, piasków i lessów z okresu zlodowaceń plejstoceńskich i osadów powstałych w chłodnym, peryglacjalnym klimacie.

## Zagospodarowanie
Na szczycie wzniesienia znajduje się kamienna wieża widokowa z gospodą (niem. Bergbaude Valtenberg) oraz plac zabaw. Na północnym zboczu znajduje się zjazd o długości 800 m z wyciągiem narciarskim. Na południowo-zachodnim zboczu góry Valtenberg do lat 80. XX wieku funkcjonował kamieniołom, a w przeszłości na południowo-wschodnim zboczu w żyle kwarcowej funkcjonowała sztolnia (niem. Goldbergwerk), gdzie wydobywano rudę złota. Północnym podnóżem przebiega szlak kolejowy. Całe wzniesienie pokrywa bogata sieć dróg leśnych ścieżek i szlaków.

## Historia

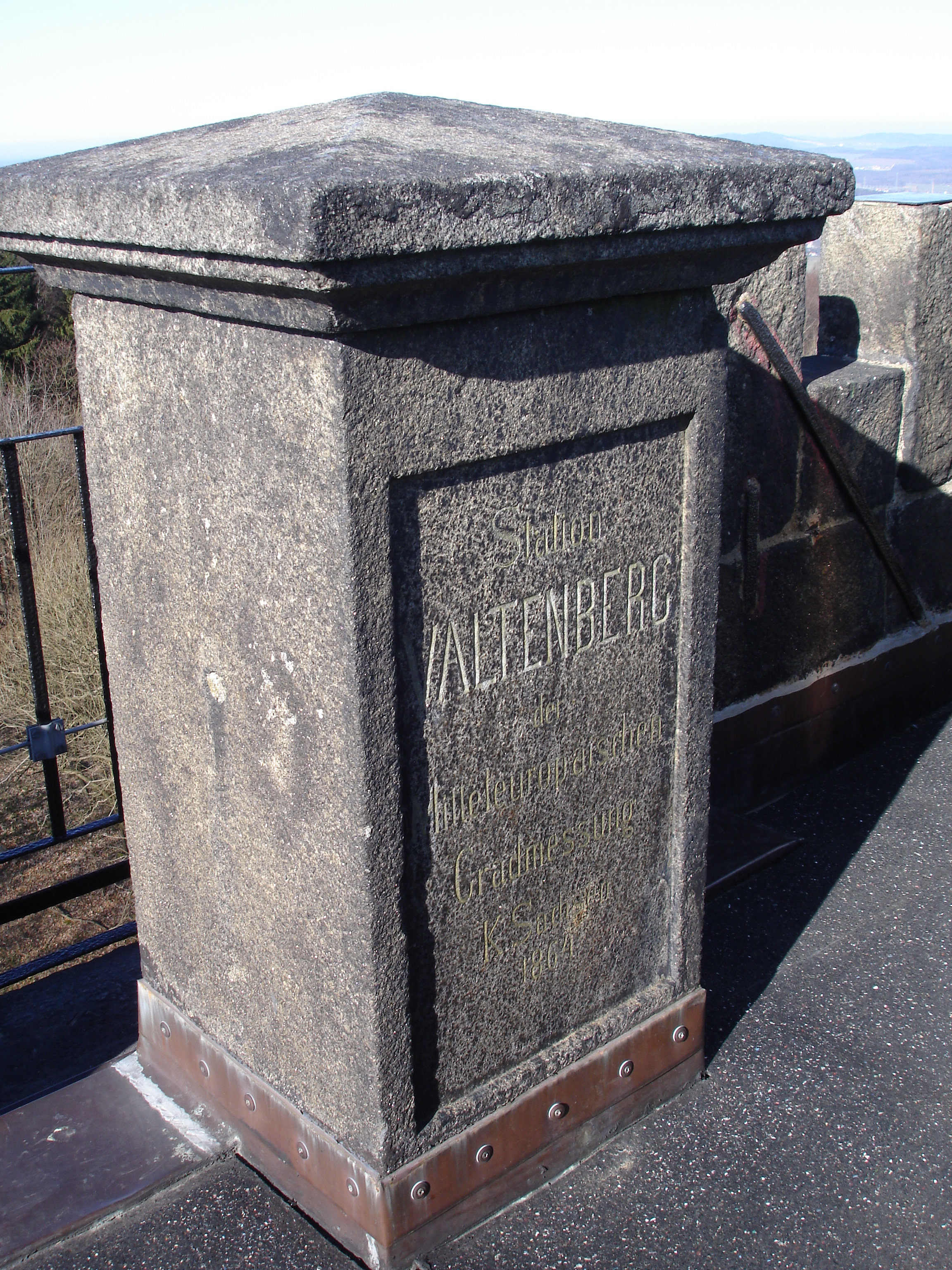
Punkt geodezyjny na tarasie widokowym wieży

Do końca XVIII wieku góra nosiła nazwę Falckenberg. W latach 1752–1762 na południowym zboczu Falckenberg poniżej szczytu na poz. ok. 525 m w żyle kwarcowej funkcjonowała sztolnia Valentin Erbstolln. W 1857 roku na szczycie wybudowano 22-metrową kamienną wieżę widokową, którą na cześć ówczesnego króla Saksonii Johana Wettyna nazwano König-Johann-Turm. W 1859 r. w miejscu zniszczonej przez pożar drewnianej karczmy została wybudowana masywna kamienna karczma, która w 1951 r. spłonęła i ponownie została odbudowana. W 1864 roku na wieży ustabilizowano punkt geodezyjny (reper) nr 6 Valtenberg. Wieża służyła dla geodetów jako punkt geodezyjny pierwszego rzędu triangulacji Royal Saxon. Pozostałością jest historyczny słup geodezyjny na tarasie widokowym wieży. W 1865 r. na szczycie wzniesienia był król Saksonii Jan. W 1938 r. w partii szczytowej wzniesienia wykonywano odwierty w poszukiwaniu wody do celów gospodarczych. W 1977 roku obok wieży widokowej otwarto obecnie istniejącą restaurację "Bergbaude Valtenberg". W latach 80. XX wieku na zboczu wzniesienia zamknięto kamieniołom. W 2007 r. obchodzono 150. rocznicę wieży.

## Fauna i flora
Całe wzniesienie porasta w większości las świerkowy z domieszką drzew liściastych. Naturalna roślinność wzniesienia odpowiada roślinności mieszanych górskich lasów Wyżyny Łużyckiej. W przeszłości wzniesienie porastały lasy liściaste w większości bukowe przeplatane klonem, jesionem i lipami. W związku z rozwojem przemysłu pierwotne lasy wycięto i zastąpiono monokulturowymi lasami świerkowymi. Z roślinności gruntowej występują gatunki lubiące kwaśne podłoże, takie jak: borówka czarna, śmiałek pogięty, pszeniec zwyczajny, jastrzębiec baldaszkowy, konwalijka, traganek szerokolistny, konwalia majowa, groszek leśny i malina kamionka. Jako typowe gatunki preferujące bazaltowe podłoże występują: wawrzynek, szczyr trwały, miodunka plamista i perłówka zwisła. Występują tu także w zacienionych miejscach paprocie. Z fauny w lasach wzniesienia gnieżdżą się: nietoperze:Nocek Bechsteina, Mopek zachodni i Nocek duży, a od 2012 r. pojawiły się wilki.

## Inne
- Północny stok Valtenberg stanowi punkt orientacyjny Górnych Łużyc oraz jest tematem wielu tajemniczych opowieści i legend.
- W 2012 roku w ostępach leśnych Valtenberg zauważono niewielką rodzinę wilków.

## Turystyka
Na szczyt prowadzą szlaki turystyczne:
- – zielony – prowadzące z miejscowości: Georgenbad, Neukirch/Lausitz
- – czerwony – prowadzące z miejscowości: Ringenhain, Neustadt in Sachsen, Steinigtwolmsdorf
- – niebieski – prowadzący z miejscowości Steinigtwolmsdorf